# Aspidistra marginella
Aspidistra marginella är en sparrisväxtart som beskrevs av Ding Fang och L.Zeng. Aspidistra marginella ingår i släktet Aspidistra och familjen sparrisväxter. Inga underarter finns listade i Catalogue of Life.